# اس‌ام یوسی-۶۳
اس‌ام یوسی-۶۳ (به انگلیسی: SM UC-63) یک زیردریایی بود که طول آن ۱۷۰ فوت ۱ اینچ (۵۱٫۸۴ متر) بود. این زیردریایی در سال ۱۹۱۷ ساخته شد.